# Efectes neurobiològics de l'exercici físic
Els efectes neurobiològics de l'exercici físic son nombrosos i impliquen una àmplia gamma d'efectes interrelacionats sobre l'estructura del cervell, la funció cerebral i la cognició. Un gran nombre d'investigacions en humans demostren que l'exercici aeròbic habitual (per exemple, 30 minuts cada dia) indueix millores persistents en determinades funcions cognitives, alteracions saludables en l'expressió gènica al cervell i formes beneficioses de neuroplasticitat i plasticitat conductual. Alguns d'aquests efectes a llarg termini son: augment del creixement de les neurones, augment de l'activitat neurològica –per exemple, senyalització de c-Fos i factor neurotròfic derivat del cervell (BDNF)–, millor afrontament de l'estrès, millor control cognitiu del comportament, millora de la memòria declarativa, espacial i de treball, i millores estructurals i funcionals en les estructures i vies cerebrals associades amb el control cognitiu i la memòria. Els efectes de l'exercici sobre la cognició tenen implicacions importants en millorar el rendiment acadèmic en nens i estudiants universitaris, millorar la productivitat dels adults, preservar la funció cognitiva durant la vellesa, prevenir o tractar determinats trastorns neurològics i millorar la qualitat de vida en general.
En adults sans, s'ha demostrat que l'exercici aeròbic indueix efectes transitoris sobre la cognició després d'una sola sessió d'exercici i efectes persistents sobre la cognició després de fer exercici regularment durant diversos mesos. Les persones que realitzen regularment exercici aeròbic (p. ex., córrer, trotar, caminar ràpid, nedar i anar en bicicleta) tenen puntuacions més elevades en les proves de funció neuropsicològica i de rendiment que mesuren determinades funcions cognitives, com ara el control de l'atenció, el control inhibitori, la flexibilitat cognitiva i l'actualització i la capacitat de memòria de treball, memòria declarativa, memòria espacial i velocitat de processament de la informació. Els efectes transitoris de l'exercici sobre la cognició inclouen millores en la majoria de les funcions executives (per exemple, atenció, memòria de treball, flexibilitat cognitiva, control inhibitori, resolució de problemes i presa de decisions) i en la velocitat de processament de la informació durant un període de fins a 2 hores després de fer exercici.
L'exercici aeròbic indueix efectes a curt i llarg termini sobre l'estat d'ànim i els estats emocionals en promoure l'afecte positiu, inhibir l'afecte negatiu i disminuir la resposta biològica a l'estrès psicològic agut. A curt termini, l'exercici aeròbic funciona com antidepressiu i euforitzant, mentre que l'exercici constant produeix millores generals en l'estat d'ànim i l'autoestima.
L'exercici aeròbic regular millora els símptomes associats a una sèrie de patologies del sistema nerviós central i es pot utilitzar com a teràpia complementària per a aquests trastorns. Hi ha proves clares de l'eficàcia del tractament a través de l'exercici per al trastorn depressiu major i el trastorn per dèficit d'atenció amb hiperactivitat. La guia de pràctica clínica de l'Acadèmia Americana de Neurologia estableix respecte a un deteriorament cognitiu lleu que els metges han de recomanar exercici regular (dues vegades per setmana) a les persones que han estat diagnosticades. Les revisions de l'evidència clínica també donen suport a l'ús de l'exercici com a teràpia complementària per a determinats trastorns neurodegeneratius, especialment la malaltia d'Alzheimer i la malaltia de Parkinson. L'exercici regular també s'associa amb un menor risc de desenvolupar trastorns neurodegeneratius. Un gran conjunt d'evidències preclíniques i evidències clíniques emergents donen suport a l'ús de l'exercici com a teràpia complementària per al tractament i la prevenció de les drogodependències. També s'ha proposat l'exercici regular com a teràpia complementària per als càncers cerebrals.